# Ізабель Обре
Ізабель Обре (фр. Isabelle Aubret, справжнє ім'я Тереза Кокрель, фр. Thérèse Coquerelle; народилась 27 липня 1938, Лілль) — французька співачка, переможниця пісенного конкурсу Євробачення 1962.

## Біографія
В молодості займалась спортивною гімнастикою і стала чемпіонкою Франції в 1958 році.
Виконавську кар'єру почала в кінці 1950-х рр., Виступаючи в якості солістки в різних колективах, потім працювала в паризькому кабаре . З 1962 року виступає в концертних програмах Жана Ферра і Жака Бреля . У 1964 році отримала запрошення на головну роль у фільмі " Шербурзькі парасольки ", але через те, що потрапила в серйозну дорожню аварію, була змушена від неї відмовитися.
Вперше намагалась отримати право на участь в конкурсі Євробачення в 1961 році, але зайняла в національному відборі друге місце. Однак друга її спроба виявилася більш успішною, і Обре стала переможницею конкурсу пісні Євробачення в 1962 році, виконавши пісню «Un Premier Amour». Знову представляла Францію на конкурсі 1968 року, де посіла третє місце з піснею «La Source». Також брала участь у французьких відбіркових турах до конкурсів 1970 , 1976 і 1983 рр., Займаючи відповідно друге, шосте і дев'яте місця.
У 1970-х з гастрольними турами відвідала багато країн світу, в тому числі Радянський Союз . У 1976 році перемогла на міжнародному музичному фестивалі в Токіо, після чого стала дуже популярна в Японії . У 1989 році була визнана кращим виконавцем на музичному фестивалі в Берліні .
У 1992 році була нагороджена орденом Почесного легіону і німецьким орденом «За заслуги перед Федеративною Республікою Німеччина» .